# Matricea lui Toeplitz
Matricea lui Toeplitz (numită astfel după Otto Toeplitz) este, în algebra liniară, o matrice cu orice diagonală, ce coboară de la stânga la dreapta, constantă.

## Exemplu
{\displaystyle {\begin{bmatrix}a&b&c&d&k\\f&a&b&c&d\\g&f&a&b&c\\h&g&f&a&b\\j&h&g&f&a\end{bmatrix}}}

## Definiție
În caz general, o matrice Toeplitz de tip {\displaystyle n\times n} are forma:
{\displaystyle A={\begin{bmatrix}a_{0}&a_{-1}&a_{-2}\cdots &\cdots &a_{-n+1}\\a_{1}&a_{0}&a_{-1}&\ddots &&\vdots \\a_{2}&a_{1}&\ddots &\ddots &\ddots &\vdots \\\vdots &\ddots &\ddots &\ddots &a_{-1}&a_{-2}\\\vdots &&\ddots &a_{1}&a_{0}&a_{-1}\\a_{n-1}&\cdots &\cdots &a_{2}&a_{1}&a_{0}\end{bmatrix}}}

## Proprietăți
În general, o ecuație matricială:
{\displaystyle Ax=b}
este echivalentă cu un sistem liniar de ecuații.
Să considerăm un astfel de sistem corespunzător unei matrice de tip Toeplitz. Avem:
{\displaystyle AU_{n}-U_{m}A={\begin{bmatrix}a_{-1}&\cdots &a_{-n+1}&0\\\vdots &&&-a_{-n+1}\\\vdots &&&\vdots \\0&\cdots &&-a_{-n+1}\end{bmatrix}}}
unde {\displaystyle U_{k}} este operatorul care mută fiecare rând al matricei cu k rânduri mai jos.